# Peel (Nederland)

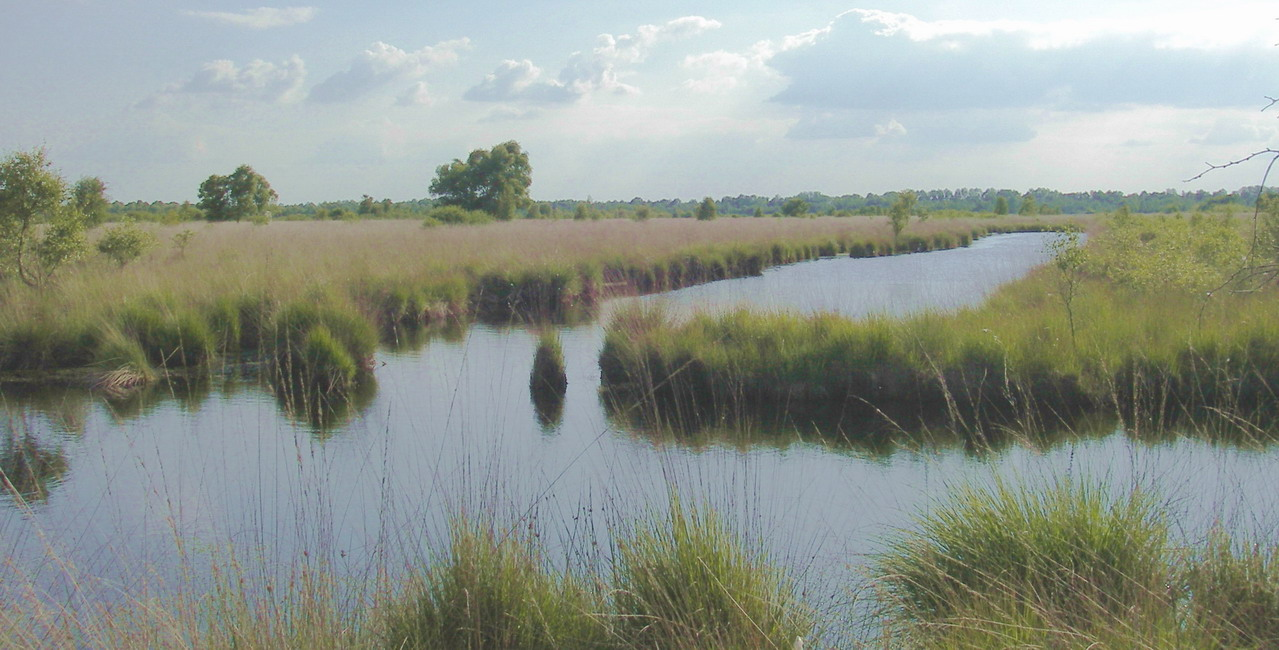
Veenvlakte in de Peel

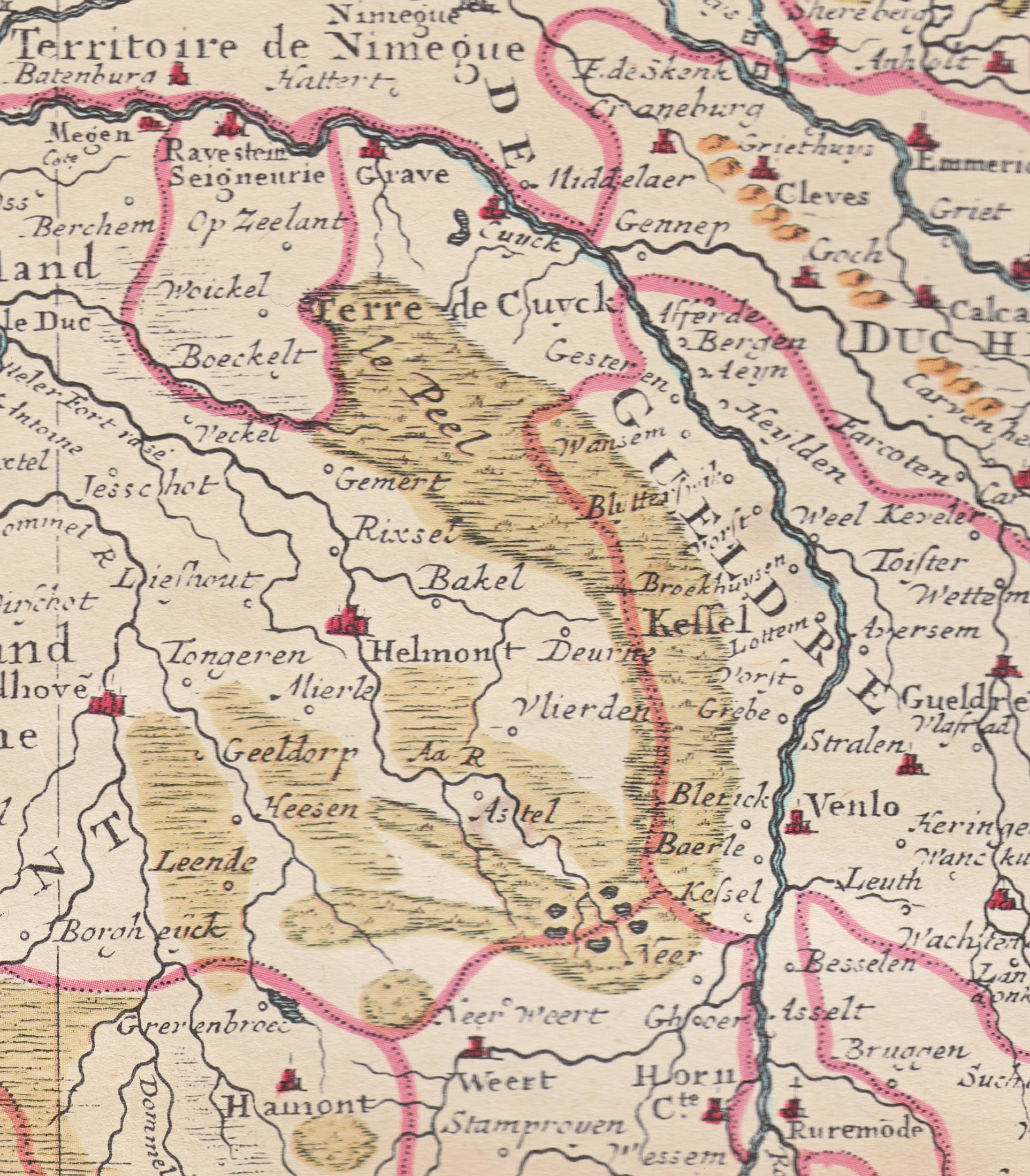
De Peel omstreeks 1702

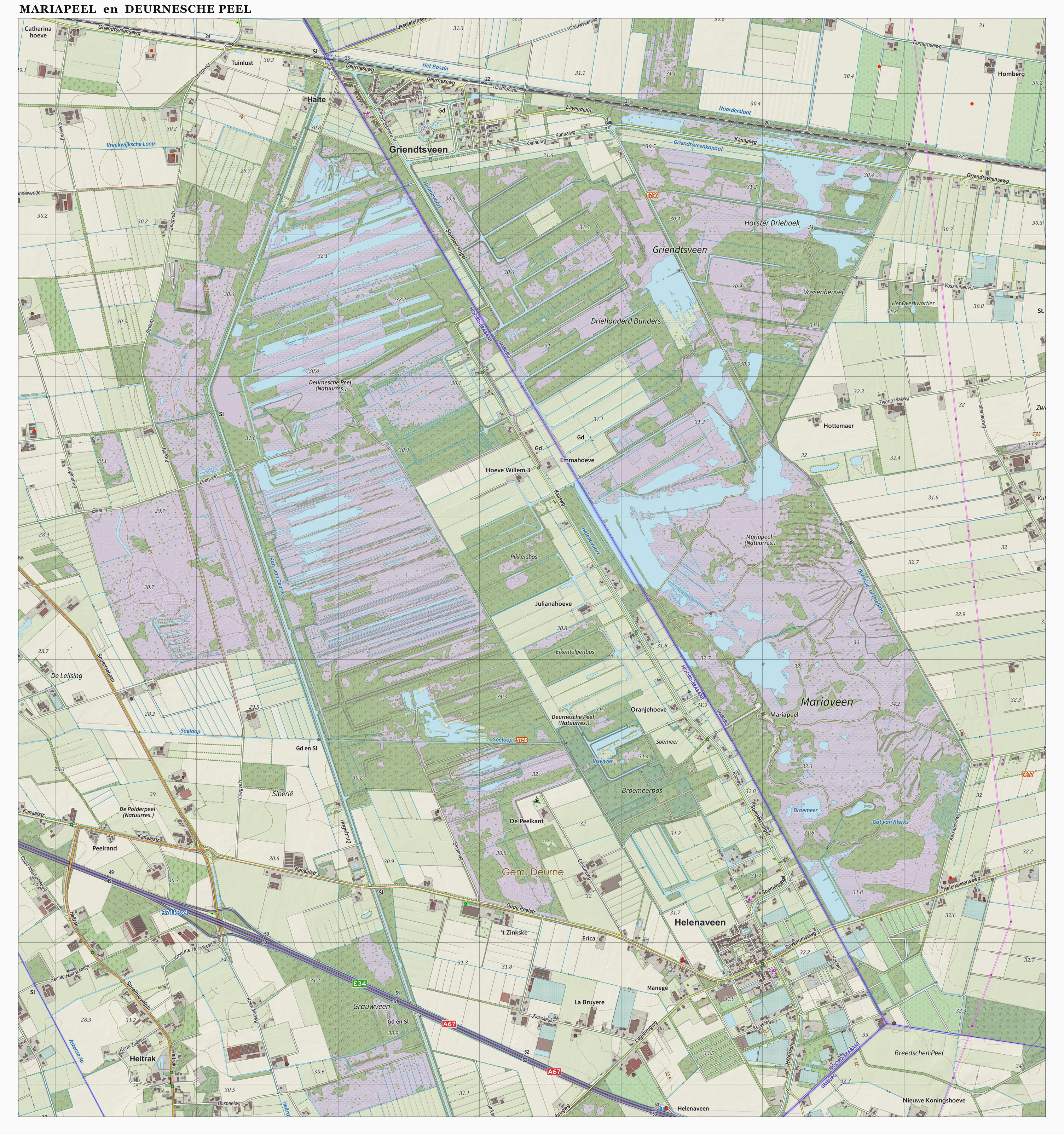
Topografische kaart van de Deurnesche Peel en Mariapeel, maart 2014

De Peel is een grotendeels afgegraven hoogveengebied op de grens van de Nederlandse provincies Noord-Brabant en Limburg.
Het hoogveengebied strekte zich ongeveer uit van Weert in het zuiden tot Grave in het noorden. Eeuwenlang vormde het een rijksgrens.

## Ontstaan
Het hoogveen is ontstaan op de tamelijk vlakke waterscheiding van een zanderige vlakte. Het veen bevond zich voornamelijk op de Peelhorst. Een horst is een geologisch verschijnsel met ondoordringbare kleilagen op relatief geringe diepte, waardoor regenwater niet door de bodem naar het grondwater kan doorsijpelen.
Door deze stagnatie van regenwater kwam afgestorven plantaardig materiaal onder water terecht. In dit zuurstofarme milieu was er sprake van onvolledige biologische afbraak, waardoor zich veen kon vormen. Dit zogenaamde veenmosveen, opgebouwd uit mossoorten van het geslacht Sphagnum, groeide in de loop der duizenden jaren aan tot een meters dik pakket; op sommige plaatsen was de veenlaag 5-6 meter dik. Het was een moerasgebied van ca. 30.000 ha dat door de eeuwen heen nauwelijks toegankelijk was.
Vanaf de vroege middeleeuwen staken de bewoners van de omliggende gebieden voor eigen gebruik turf uit het veen, zogenaamde vervening. Turf bleef eeuwenlang dé brandstof in deze streek. Een van de eerste gehuchten die genoemd wordt in de geschiedenis van de Peel is Meijel, dat ook wel bekendstaat als het "eilandje in de Peel": het was een verhoogde zandrug door het moeras.
Het veengebied strekte zich eens uit van Grave in het noorden tot Weert in het zuiden. Van Brabant (Deurne) richting Roermond of Venlo was de Peel tot in de 18e eeuw alleen via Meijel te doorkruisen en richting Venray kon men er enkel door bij het huidige Milheeze. De situatie was te vergelijken met die van het Bourtangerveen. (Dat is de streek rond Bourtange, grofweg heel Oost-Groningen en delen van Drenthe.)

## Etymologie
De naam van de streek is vanaf 1100 schriftelijk gedocumenteerd als Pedelo, Pedel, Pedele, en Pedelant. Deze streeknaam koppelt men gewoonlijk aan het Latijnse woord palus (= moeras). De Hoge Venen in de Belgische Ardennen heetten bijvoorbeeld Alto Palus. De Peel zelf werd aangeduid als locus paludosus (= moerassige plek). Een andere mogelijke etymologische verklaring is die vanuit het woord pael, dat verwijst naar een grens(paal), en veel voorkomt in plaats- en veldnamen.

## Volksverhalen
Over dit afgelegen en ontoegankelijke veengebied ontstonden tal van sagen. Het moeras had de reputatie voor onbekenden levensgevaarlijk te zijn. Een van de oorzaken daarvan was het dichte en ingewikkelde netwerk van Peelbanen aan vooral de Limburgse kant van de grens. Die dienden voor de afvoer van turf en mochten niet verward worden met de schaarse doorgaande routes. De Peel eindigde niet in Weert, maar liep door tot Neerpelt en Overpelt in België. Neerpelt betekent 'lage peel', Overpelt betekent 'hoge peel'.

## Moderne geschiedenis

### Vervening
De streek was in de vroegmoderne tijd zwaar geteisterd. Ziekte, oorlog en machtswisselingen eisten hun tol van de bevolking. Eeuwenlang werd er in de Peel op bescheiden schaal turf gewonnen door de aanwonende boeren, deels voor eigen gebruik als brandstof, en deels voor de verkoop op de lokale markten. Er bestonden gedetailleerde reglementen om de turfstekerij ordelijk te doen verlopen. Eén document dateert reeds uit 1676.
Aangezien turf van belang was als brandstof voor de steenfabrieken, waren het baksteenfabrikanten die als eerste brood zagen in grootschalige vervening, waarbij het transport van de turf een probleem vormde, waartoe grootschalige ingrepen noodzakelijk zouden zijn, in de vorm van de aanleg van kanalen. Met name steenbakker G.W.J. Carp had in de jaren 40 van de 19e eeuw belangstelling. De woeste gronden waren echter ook als gemeenschappelijke grond in gebruik voor het hoeden van schapen en het houden van bijen. Ook de ontwatering werd als een probleem ervaren voor de omliggende boeren. Daarom werd Carps verzoek afgewezen.
De grootschalige vervening begon in 1853 door de aankoop van 600 hectare in de Heitrakse Peel door Jan van de Griendt en zijn broer Nicolaas. De Helenavaart werd gegraven en Helenaveen werd gesticht. In 1855 werd nog eens 300 ha aangekocht in de gemeente Horst. Daarnaast werd in dezelfde gemeente nog 777 ha gepacht om te vervenen. In 1858 werd door hen de Maatschappij Helenaveen opgericht, waar ook baksteenfabrikant J. Carp bij betrokken was. In 1882 nam deze een turfstrooiselfabriek in productie.
In 1882 werd de Maatschappij Griendtsveen opgericht, die zich toelegde op de productie van turfstrooisel en daartoe in 1885 een fabriek opstartte. In 1895 volgde het Gemeentelijk Veenbedrijf van de gemeente Deurne. Deze kocht in 1886 de in 1886 opgerichte turfstrooiselfabriek van Steegh & Esser te Helenaveen op. De Maatschappij Griendtsveen alleen al heeft tussen 1885 en 1912 ongeveer 1500 ha van grauwveen ontdaan, overeenkomend met 7,5 miljoen m3. Daarnaast werd door deze Maatschappij nog 2 miljoen m3 zwartveen gestoken.
Ondertussen ging het geleidelijk aan slechter met de vervening. Omstreeks 1912 was de grauwveenvoorraad uitgeput en sloten de turfstrooiselfabrieken. Na een opleving tijdens de Eerste Wereldoorlog zakte in 1919 de vraag naar brandstofturf in door de opkomst van steenkool. In 1919 vond ook de Grote Peelstaking plaats, waarbij tweehonderd veenarbeiders van de Maatschappij Helenaveen staakten voor loonsverhoging en tegen de autoritaire verhoudingen binnen deze maatschappij. Omstreeks 1925 werd de vervening sterk beperkt, en in 1938 was het met de Maatschappij Griendtsveen gedaan. Ook het Gemeentelijk Veenbedrijf van Deurne draaide sinds 1920 met verlies, en in 1936 werd het samengevoegd met het Gemeentelijk Ontginningsbedrijf. De bedrijven gingen zich meer toeleggen op landexploitatie en met name de Maatschappij Helenaveen bleef als zodanig nog lang bestaan. Tijdens de Tweede Wereldoorlog kwam er, wegens brandstofschaarste, nog een opleving. Daarná vond er, vanaf de jaren 60 van de 20e eeuw, nog grootschalige vervening plaats, onder meer door de firma Gebroeders Minke, een fabrikant van tuinturf. In 1984 kwam er voorgoed een einde aan de grootschalige vervening in de Peel.

### Ontginningen
Alvorens grootschalig te vervenen werd soms eerst nog boekweit geteeld, waartoe de bovenlaag werd afgebrand. Na enkele jaren was de bodem uitgeput en vond vervening plaats. De uitgeveende gebieden werden voor landbouwdoeleinden ontgonnen. Daartoe brachten de schepen die de turf vervoerden stadsmest mee terug. Later werd ook kunstmest toegepast.
Aan de randen van de Peel, waar het landschap meer bestond uit heidevelden dan uit dikke lagen veengrond, namen organisaties als de Heidemaatschappij de ontginning ten behoeve van de landbouw op zich. Een van de eerste grootschalige ontginningen was Princepeel (1850 en 1864). De proefboerderij "Lactaria" in Sambeek startte in 1909 met de ontginning van 725 ha, en uiteindelijk kwam Vredepeel tot stand, een ontginning van 800 ha (1950-1955).
Ook naaldhoutcomplexen werden aangelegd, vooral om mijnhout te leveren. Zo werd de Stippelberg (1200 ha) tussen 1893 en 1896 aangekocht door Ledeboer en vervolgens bebost. De heren Van Waterschoot van de Gracht en Van Ogtrop kochten in 1884 gronden in Bakel. De gebroeders Roelvink kochten tot 1910 wel 3.500 ha, waaronder de Vinkenpeel en de Vale Peel. In de jaren 30 van de 20e eeuw werden nog naaldbossen aangeplant in het kader van de werkverschaffing. Dan waren er nog boscomplexen in handen van de gemeenten, zoals de Handelse Bossen en het Boscomplex Odiliapeel. Ook werd, van 1924-1940 de Middenpeelweg aangelegd, die een reeks van nieuwe dorpen ontsloot.

### Peelcentrale
De N.V. Peelcentrale werd als particuliere elektriciteitsmaatschappij opgericht in 1909. Ze had centrales in Eindhoven, Helmond en Venlo, maar ze was voor de afzet afhankelijk van de aanleg van "electrische geleidingen", wat nogal eens tot bestuurlijke tegenwerking leidde. Niettemin leverde ze een aanzet voor de elektrificatie van onder meer textielfabrieken. De regionale maatschappij ging failliet in 1914 en de boedel werd door de in hetzelfde jaar opgerichte -Provinciale Noord-Brabantse Elektriciteits Maatschappij overgenomen. De industrie was daardoor van leverantie verzekerd en ook de strubbelingen met de aanleg van elektriciteitsleidingen behoorden tot het verleden.

### Peel-Raamstelling
De Peel-Raamstelling was een verdedigingslinie die in 1939 werd aangelegd en op 10 mei 1940, de eerste Nederlandse oorlogsdag, is gevallen. Onderdeel van deze stelling was het in 1939 gegraven Defensiekanaal. In het najaar van 1944 vonden in de Peel tijdens Operatie Aintree wekenlang zware gevechten plaats tussen geallieerde en Duitse troepen na de mislukking van Operatie Market Garden. Als herinnering aan de hevige gevechten destijds in Meijel en Neerkant kregen in Neerkant een aantal straten namen als Vuurlinie, Munitiestraat, Tankweg en Kazematweg.

### Natuurbehoud
Gedurende de 19e eeuw werd de woeste Peelnatuur vooral beschouwd als een bron van winsten, dan wel als jachtgebied. Een document uit 1841 verheerlijkte het waterwild ‘’van allerlei soort en elders onbekend’’. Ook konden jagers zich ‘’verlustigen’’ aan het jagen op patrijzen, terwijl de hazen werden geroemd als zijnde ‘’van uitmuntenden smaak’’. De Peel werd door verschillende natuuronderzoekers bezocht, waaronder Hugo de Vries.
Pas in 1919 schreef Frans van Baar uit Venray een brief aan Natuurmonumenten met het verzoek om een stuk Peel te pachten en zodoende met name de Goudplevier te behouden. Pas in 1930 kwam het eerste natuurreservaat in de Peel tot stand: het Peelven met heide in het Sint Anthonisbos, dat vanaf de jaren '20 was aangelegd. Vanaf 1951 werden delen van de Groote Peel aangekocht door Staatsbosbeheer. Dit groeide uiteindelijk aan tot een Nationaal Park van 1.348 ha, waarvan een deel eigendom is van de gemeente  Asten. Daarnaast is een aantal gebieden behouden die aan weerszijden van de Helenavaart liggen, en wel de Mariapeel, die in 1940 door de Maatschappij Zandbergen was aangekocht om er landbouwbedrijven te vestigen. In 1964 werd het gebied overgedragen aan Staatsbosbeheer. In de Deurnese Peel en de Liesselse Peel waren verveners actief voor de winning van turf voor de productie van tuinturf en potgrond. In 1978 kwam de Werkgroep Behoud de Peel tot stand. Einde 1980 werden de Deurnese Peel, De Bult, Het Zinkske en de Heitrakse Peel als beschermd natuurgebied aangewezen en in 1984 stopte de vervening aldaar waardoor, samen met de Mariapeel, een natuurgebied van 2.734 ha ontstond, waarin overigens tal van restanten van de vroegere ontginning te vinden zijn.

#### Aantasting
Instandhouding van de natuurwaarden is niet verzekerd. Door de voortdurende overschrijding van de kritische stikstofdepositie dreigt het gebied voortdurend te verruigen; het proces tegen het PAS door Johan Vollenbroek werd medegevoerd namens de Werkgroep Behoud de Peel. Ook de droge zomer van 2018 (en opvolgende jaren) heeft een aanmerkelijke impact gehad, met branden in verdroogde delen als gevolg.